# Опалинские
Опалинские (пол. Opalińscy) — польский дворянский (шляхетский) род, герба «Лодзя».

## История
Опалинские вели своё происхождение от города Опаленица (Новотомыский повят, Великопольское воеводство, Польша), основанной в конце XIV века. Первым представителем рода, который принял фамилию «Опалинский», был каштелян сантоцкий Пётр Бнинский (ум. 1466/1469), который сделал вклад в развитие поселения. Пётр из Бнина Опалинский поселился недалеко от городского замка. В конце XVI века была основана вторая, серакувская, ветвь рода Опалинских.

## Представители рода

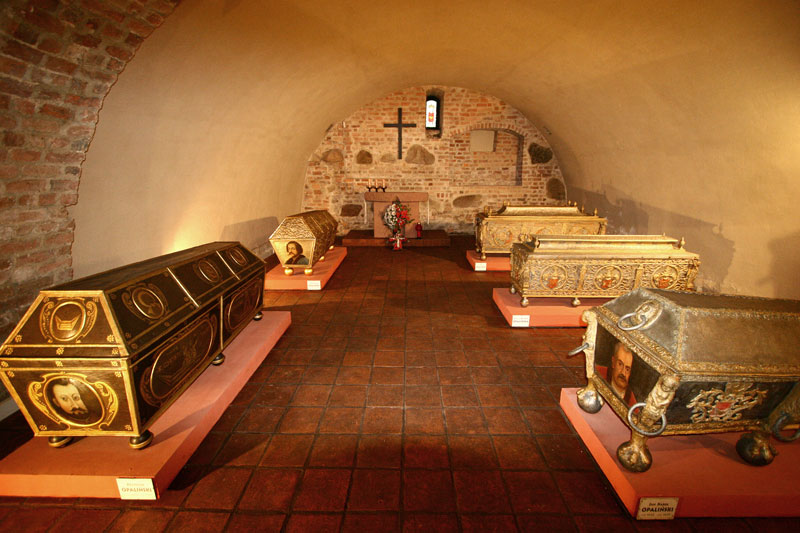
Склеп Опалинских в Серакуве

- Пётр из Бнина Опалинский (ум. 1466/1469), каштелян сантоцкий (1462)
- Анджей Опалинский (1540—1593), маршалок великий коронный
- Анджей Опалинский (1575—1623), епископ познанский
- Ян Опалинский (1581—1637), воевода калишский и познанский
- Лукаш Опалинский (1581—1654), маршалок великий коронный (1634—1650), надворный маршалок коронный (с 1622), воевода равский (с 1653)
- Пётр Опалинский (1586—1624), каштелян познанский (1620—1622), воевода познанский (1622—1624)
- Кшиштоф Опалинский (1605/1609 — 1655), воевода познанский (с 1637), польский поэт
- Лукаш Опалинский (1612—1662), маршалок надворный коронный (с 1650), польский политический деятель, поэт, сеймовый маршал в Варшаве (1638)
- Себастьян Опалинский (1485—1538), государственный и церковный деятель, дипломат Королевства Польского.
- Ян Пётр Опалинский (1601—1665), воевода подляшский и калишский
- Ян Леопольд Опалинский (1634—1672), каштелян накловский
- Ян Кароль Опалинский (1642—1695), каштелян познанский (с 1687)
- Екатерина Опалинская (1680—1747), жена Станислава Лещинского, королева Речи Посполитой, герцогиня Лотарингии и Бара
- Войцех Леон Опалинский (1708—1775), воевода мазовецкий (1765) и серадзский (1770).